# Томмазо Руссо
Томмазо Руссо (італ. Tommaso Russo; 31 серпня 1971) — італійський боксер, чемпіон світу серед аматорів.

## Аматорська кар'єра
На чемпіонаті світу 1991 став чемпіоном.
- В 1/8 фіналу переміг Марка Едвардса (Англія) — RSC 2
- В 1/4 фіналу переміг Ахмеда Діна (Алжир) — 22-14
- У півфіналі переміг Кріса Джонсона (Канада) — 27-21
- У фіналі переміг Олександра Лебзяка (СРСР) — 22-17

Він перший італієць, який став чемпіоном світу з боксу серед аматорів.
На Олімпійських іграх 1992 був фаворитом, але програв у першому бою Ахмеду Діну (Алжир) — 14-22.
Зазнавши невдачі на Олімпіаді, припинив виступи й обрав інший рід діяльності.